# Ostadar
Ostadar est le mot basque désignant l'arc en ciel. On lui connaît aussi d'autres dénominations : Ortzadar, ortzeder, ostil, ostilika, ostroi, intzirka, uztargi, zubiadar, erromako zubi, itxasoadar, jainkoaren gerriko (« ceinture de Dieu » pour ce dernier). 
L'élément ost ou ortz entre dans la composition de plusieurs de ces mots. Il figure également dans de nombreux noms tels ostegun et ortzegun (jeudi), ostiral (vendredi), oskarbi (ciel bleu), ostarte (clarté entre nuages), oskorri (aurore), ortzi (tonnerre, firmament), etc. 
Parmi les croyances relatives à l'arc-en-ciel, certaines veulent que cet arc soit tendu entre deux rivières, qu'il boive et conduise l'eau aux nuages, qu'il fasse changer de sexe celui qui passe dessous, que des esprits célestes y circulent. Son symbole est l'herbe appelée uztaibelar (herbe de l'arc en ciel) (rumex crispus) : on s'en sert de talisman pour conjurer les tourmentes.

## Étymologie
Ortzadar signifie « arc en ciel » en basque. Le suffixe a désigne l'article : ortzadara se traduit donc par « l'arc en ciel ».